# توربين تورجو

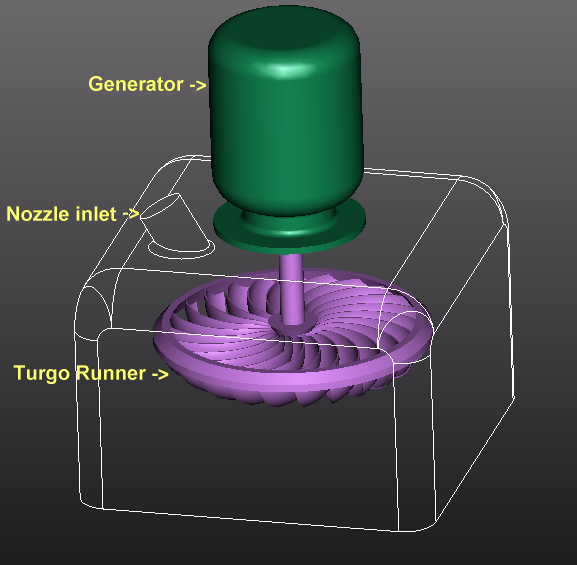
تربين تورجو وتوليد الطاقة

توربين تورجو (بالإنجليزية:Turgo turbine) هو نوع مميز من التوربينات النبضية تَشبه لعجلة بلتون.
 الاختلاف الأساسي بينهما يكون في تصميم العضو الدوار حيث يصنع العضو الدوار من قطعة واحدة بها فتحات تصريف (Discharge buckets) مرتبطة بمحور العجلة من الداخل و بشرائط مسطحه موزعه علي محيط العجلة الخارج.

تكون السرعة المحددة لعجلات ترجو أكبر من السرعة المحددة لعجلة بلتون و تقترب من الحد المنخفض لتوربينة فرانسيس حيث تتراوح من 10 : 130 دورة/دقيقة لذا تعتبر عجلات ترجو سدا للفجوة بين عجلة بلتون و توربينة فرانسيس وتصل القدرة الخارجة منها إلي 3000 ك.وات.

## نظرية العمل
توربين ترجو هو نوع من التوربينات النبضية حيث لا يتغير ضغط الماء و يتم تحويل طاقة الوضع للماء إلي طاقة حركة بواسطة فوهة فيخرج الماء المتدفق بسرعة عالية متجها لريش التوربينة فيعمل علي دورانها وتنعكس حركة الماء وتخرج منخفضة الطاقة بعد أن تحولت معظم طاقتها لطاقة ميكانيكية بواسطة التوربينة.